# Luca Dall’Oglio
Luca Joshua Dall’Oglio (* 1999) ist ein Schweizer Unihockeyspieler, der beim Nationalliga-A-Verein HC Rychenberg Winterthur unter Vertrag steht.

## Karriere
Dall’Oglio debütierte während der Saison 2018/19 für den HC Rychenberg Winterthur in der Nationalliga A.